# Tilly Lauenstein
Pour les articles homonymes, voir Lauenstein.
Tilly Lauenstein, de son vrai nom Mathilde Dorothea Lauenstein (née le 28 juillet 1916 à Bad Homburg vor der Höhe, morte le 8 mai 2002 à Potsdam) est une actrice allemande.

## Biographie
Après sa scolarité à Bad Homburg, Tilly Lauenstein s'en va à Berlin et suit une formation de comédienne. Elle a son premier rôle au théâtre à 18 ans à Stuttgart. Elle joue dans de nombreux théâtres allemands, notamment le Staatstheater Stuttgart et le Schillertheater. Après la Seconde Guerre mondiale, elle a à nouveau un grand rôle, celui de Marie dans Woyzeck de Georg Büchner sous la direction de Wolfgang Langhoff au Deutsches Theater.
Le réalisateur Arthur Maria Rabenalt la découvre et la fait tourner en 1948. Après de premiers films est-allemands, elle participe ensuite à de grandes productions occidentales de tous les genres. Elle se fait connaître grâce aux séries télévisées des années 1960 Der Forellenhof et Alle meine Tiere.
Tilly Lauenstein est aussi une actrice de synchronisation. Elle est la voix germanophone de Katharine Hepburn, Ingrid Bergman, Simone Signoret, Lauren Bacall ou Marlene Dietrich dans des rôles anglophones.
Après deux AVC, elle se retire du théâtre à 80 ans.

## Filmographie

### Cinéma
- 1936 : Herbstmanöver : Magd
- 1938 : Das große Abenteuer
- 1948 : Chemie und Liebe : Martina Höller
- 1949 : Anonyme Briefe : Anita Grauberg
- 1949 : La fille des grands chemins : Courasche
- 1953 : Die Stärkere : Dr. Hanna Claassen
- 1957 : Stresemann
- 1958 : Madeleine et le légionnaire
- 1958 : Madeleine Tel. 13 62 11 : Thekla
- 1959 : Unser Wunderland bei Nacht (de) : Maria von Stammer
- 1959 : Grand hôtel : Madame Grusinskaja (Voix, non crédité)
- 1960 : Le Dernier Témoin : Aufseherin
- 1960 : Liebling der Götter
- 1961 : Und sowas nennt sich Leben : Frau Schlösser
- 1962 : Adorable Julia : Evie, Julias Zofe
- 1962 : Dites-le avec des fleurs (Ich bin auch nur eine Frau) : Mme Starke
- 1966 : Le Marché noir de l'amour (en) : Countess
- 1967 : Le Plus Vieux Métier du monde
- 1967 : Le Moine au fouet (Der Mönch mit der Peitsche) d'Alfred Vohrer : Harriet Foster
- 1969 : De Sade : Madame Grandcon
- 1969 : Helgalein
- 1969 : Klassenkeile : Marianne Kettelhut
- 1970 : Das gelbe Haus am Pinnasberg : Clarissa Zibell
- 1973 : ...aber Jonny! : Frau Rotter
- 1973 : Maria d'Oro und Bello Blue : Stiefmutter Pulle (Voix)
- 1981 : Looping (de) : Voice of Carmen (Voix, non crédité)
- 1985 : Amère récolte : Frau Kaminska
- 1985 : Otto – Der Film : Dame
- 1986 : Whopper Punch 777 : Dame mit Hut
- 1987 : Young Love: Lemon Popsicle 7 : Lili Rosenberg (Voix, non crédité)
- 1988 : Himmelsheim : FrauPokorny
- 1991 : Buster's Bedroom : Mrs. Noah
- 1992 : Cosima's Lexikon : Charlotte Steinhöfel
- 1998 : Sieben Monde : Großmutter / Grandmother
- 2000 : Otto - Der Katastrofenfilm : Old Woman with Dog

### Courts-métrages
- 1995 : Südstern

### Télévision

#### Séries télévisées
- 1961 : Stahlnetz : Saison (de) : Carla Schintzel
- 1962-1963 : Alle meine Tiere : Frau Hofer
- 1963 : Bei uns zu Haus
- 1965-1966 : Der Forellenhof : Ruth Buchner
- 1970 : Recht oder Unrecht : Zeugin Schirrmacher
- 1971 : Salto mortale : Karen Brandes
- 1971 : Theatergarderobe : Alice Korn
- 1972 : Das Kurheim : Henriette Below / Frau Below
- 1973 : Algebra um acht
- 1974 : Heidi : Miss Rottenmeier (German version, voice)
- 1974 : Le petit docteur : Mutter Rochard
- 1975 : Sonderdezernat K1 : Frau Schumacher
- 1976-1988 : Inspecteur Derrick : Frau Altmann / Vermieterin / Frau Wollak / ...
- 1977 : Es muß nicht immer Kaviar sein
- 1977 : Jede Woche hat nur einen Sonntag : Frau Kühn
- 1980 : Leute wie du und ich
- 1984 : Berliner Weiße mit Schuß : Rentnerin
- 1984 : Heiße Wickel - kalte Güsse : Maximiliane
- 1984 : Ravioli : Großmutter
- 1984 : Tatort : Freiwild : Elise Ansbach
- 1985 : Alte Gauner : Bella von Tadler
- 1985 : Le renard : Baronin Schwindt
- 1989 : Der Landarzt : Frau Ploog
- 1989 : Rivalen der Rennbahn : Rosalinde von Rödermark
- 1989 : Vera und Babs : Edda Häusler
- 1991 : The Adventures of Dr. Bayer : Helma von Praunheim
- 1991-1994 : Unsere Hagenbecks : Martha Hagenbeck / Martha Hagenbeck, geb. Sellenbrook
- 1992 : Drei Damen vom Grill : Dame von der Kleidersammelstelle
- 1992 : Felix und 2x Kuckuck : Frau Huber
- 1992 : Glückliche Reise : Colette Schuhmann
- 1995-1996 : Für alle Fälle Stefanie : Frau Stein
- 1996 : Une équipe de choc
- 1997 : Bibi Blocksberg : Mania
- 1997 : Code 003 (it) : Hildegard Buchholz
- 1998 : Die Schule am See : Gloria von Ahlefeld
- 1999 : Großstadtrevier : Frau Spreckelsen
- 1999 : Wolff, police criminelle : Frau Kilian

#### Téléfilms
- 1956 : Das Geheimnis der Makkaroni
- 1961 : Aus Gründen der Sicherheit : Marian
- 1961 : Das Paradies von Pont L'Eveque : Francoise Chillon
- 1964 : Nach Ladenschluss : Frau Beitz
- 1966 : Das ganz große Ding : Carla Gray
- 1966 : Die Troerinnen : Kassandra
- 1966 : Samba : A Condessa
- 1969 : Cäsar und Cleopatra : Ftatateéta
- 1973 : Ein Abend mit O.E. Hasse
- 1974 : Ist Onkel Jack ein Konformist? : Gastgeberin
- 1975 : Ein Fall für Sie! - Sonnenschein bis Mitternacht : Martha Riedinger
- 1976 : Die Illusion der Möglichkeit
- 1986 : Das Geheimnis von Lismore Castle : Kirsty McHarr
- 1986 : Wanderungen durch die Mark Brandenburg : Tante Frieken
- 1987 : Vicky und Nicky : Frau von Zippritz
- 1989 : Corriger la fortune : Tante Ria
- 1989 : Eine unheimliche Karriere
- 1995 : Die Tote von Amelung : Gret Lamm